# أستوريكس
نظام تشغيل أستوريكس هو توزيعة لينكس تعتمد على Ubuntu . لم يعد مدعوم.
خلال فترة حياتها، حظيت توزيعة Linux هذه ببعض الانكشاف الإعلامي وتمت مراجعتها بواسطة مدونة Jon "maddog" Hall في Linux Magazine  والصحيفة الأستورية La Nueva España .
استخدم أستوريكس شعار تريسكليون، والذي تستخدمه أيضًا توزيعة لينكس غير ذات الصلة، Trisquel .

## التاريخ

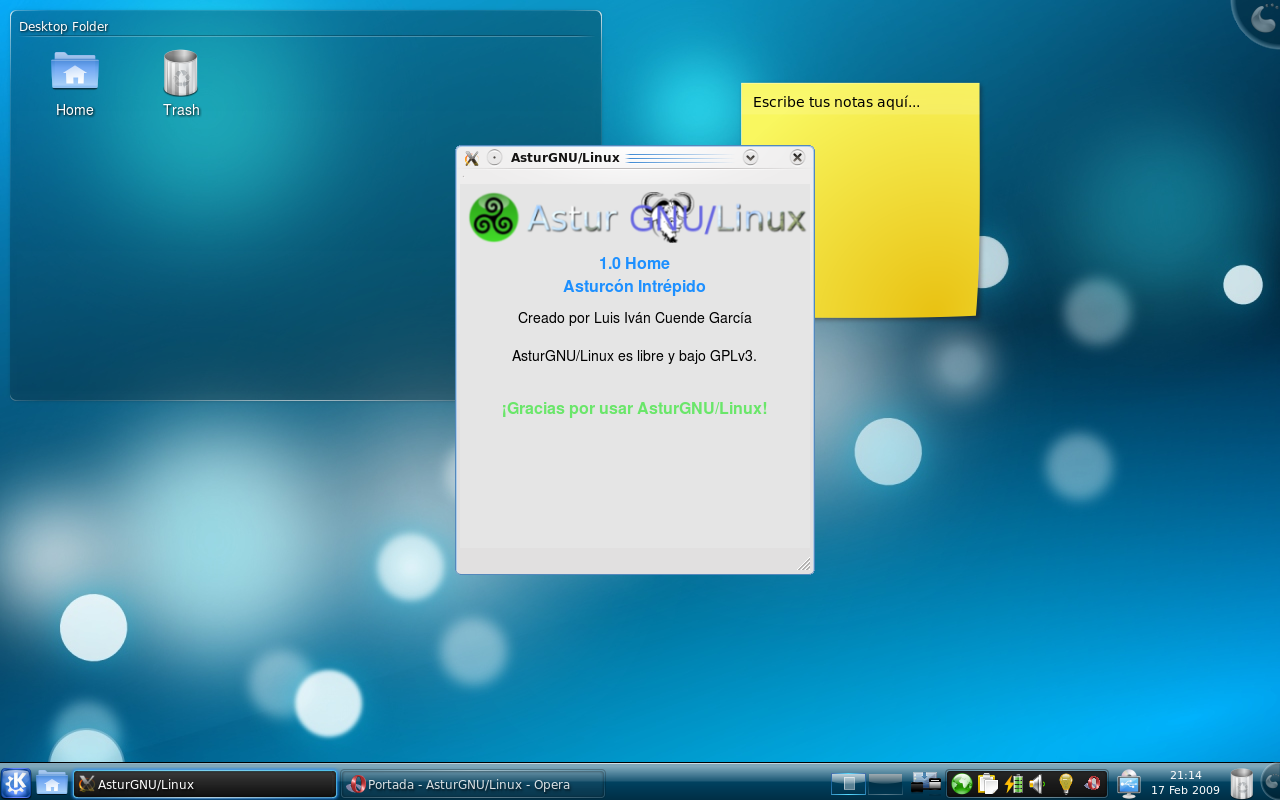
أستوريكس 1 آر سي 2

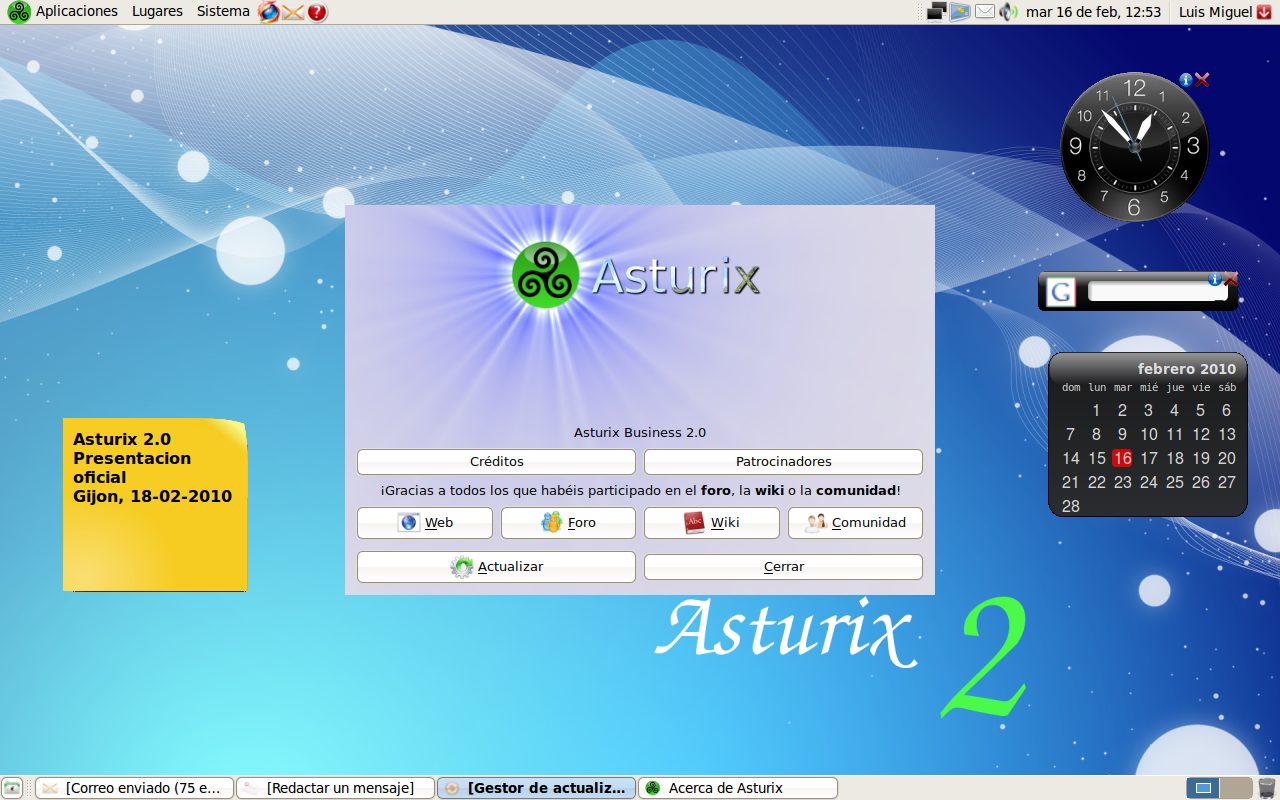
أستوريكس 2 بيزنس

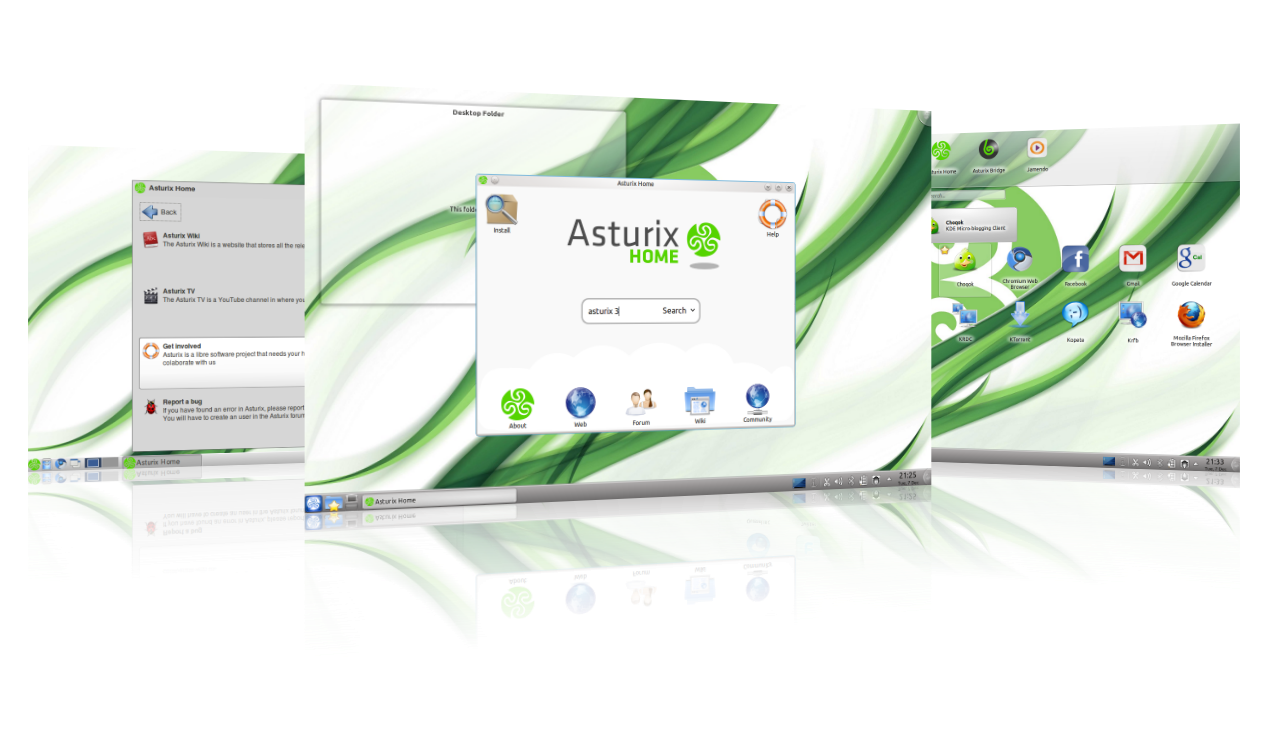
أستوريكس 3

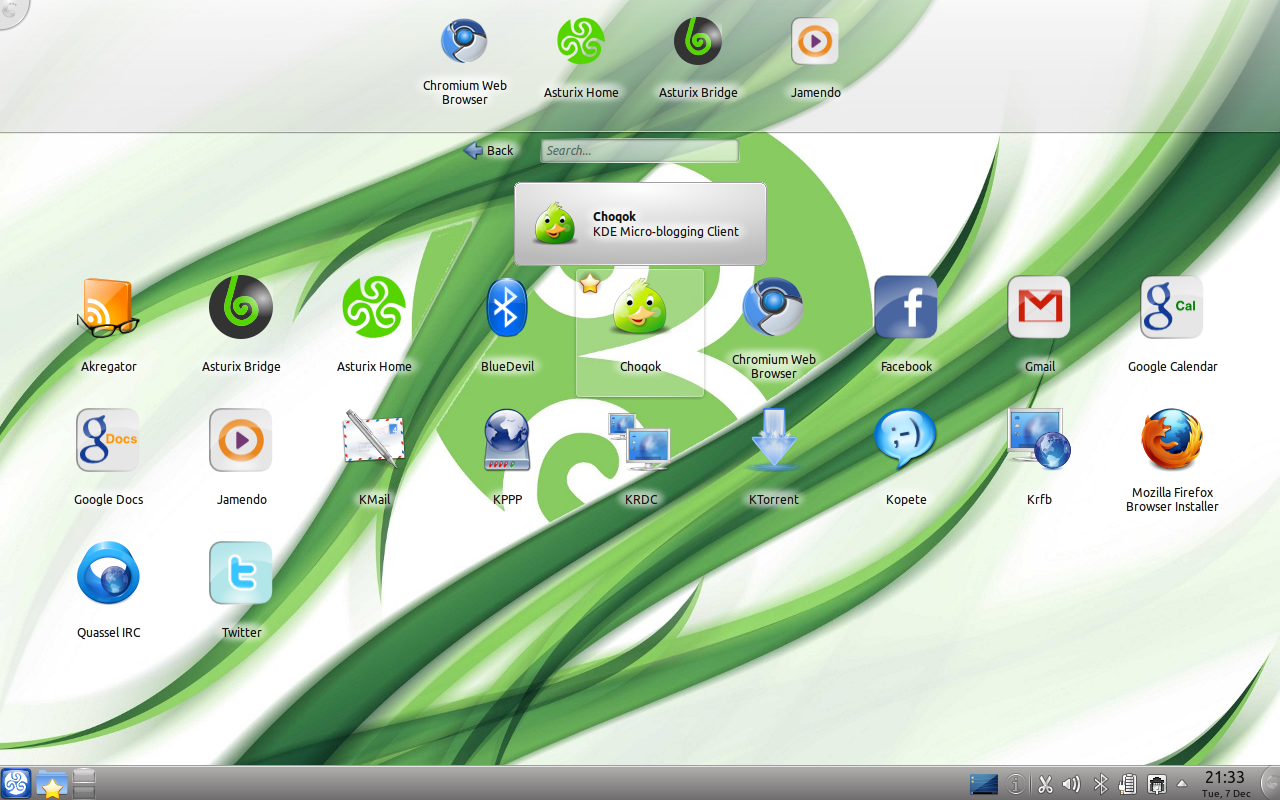
عرض أستوريكس 3 قاذفة النت بوك

في عام 2008، تم إطلاق أستوريكس باسم AsturLinux. يتعارض هذا الاسم مع ارتباط مستخدمي Linux (Asociación de Usuarios de Linux de Asturias)، لذلك تمت إعادة تسمية المشروع باسم Astur GNU / Linux ولاحقًا أستوريكس لتجنب الالتباس. بحلول أوائل عام 2009، بدأ تطوير أستوريكس SO. حتى الإصدار الثالث من أستوريكسأستوريكس، كان هناك ثلاثة إصدارات: Business و Desktop و Lite. في 25 فبراير، تم إصدار أستوريكس 1 Desktop ، وبعد شهر واحد، تم إصدار إصدار Business. تم تقديم Asturix رسميًا إلى وسائل الإعلام في أكتوبر، في Press Club Center of Oviedo . في نوفمبر كان هناك حزب تثبيت أستوريكس في المبنى المحلي لحزب العمال الاشتراكي الإسباني، بيت الشعب. تمت تغطية هذا الحزب من قبل مراسل من La Nueva España . كان Asturix 1 مشابهًا جدًا لـابونتو، وبالتالي، تم انتقاده لكونه «شوكة غير ضرورية».
تم إصدار Asturix 2 في أوائل عام 2010. تمت تغطية الإطلاق من قبل التلفزيون العام الإقليمي، RTPA و La Nueva España. قام المذيع الإذاعي الوطني، Onda Cero ،  وفرع إقليمي من Televisión Española بتغطية القصة أيضًا. في أبريل، قامت DistroWatch بإدراج Asturix في قائمة التوزيعات الخاصة بها وراجعتها.
في أبريل 2010، كان Asturix هو المرشح النهائي لجائزة Campus Party Europa Innovation ،  وهو حدث تمت تغطيته من قبل الفرع الإقليمي لـ Cadena Ser . جذب Asturix 2 الانتباه من وسائط Linux الإسبانية المتخصصة، بما في ذلك Linux + ،  Revista Linux  و Todo Linux. وفي الوقت نفسه كانت هناك مجموعة من المقيمين أن ادعى كان Asturix فقط «remastersys نسخة» أوبونتو، وأنه لا يبرر التغطية الإعلامية.
تم إصدار الطبعة الثالثة من Asturix في ديسمبر 2010. كان هناك نسختان فقط بدلاً من ثلاثة: الإصدار الرئيسي (المسمى SO) والنسخة الخفيفة (تسمى Lite). كانت التحسينات الرئيسية هي إضافة التعرف على الوجوه لتسجيل الدخول، واستخدام تطبيقات الويب (باستخدام Asturix Bridge) وتطبيقات Asturix الخاصة، وبعض تعديلات SO. كتب DistroWatch مراجعة موجزة حول هذا الموضوع. في هذا الوقت، تم تقديم Asturix في مدريد  ولانغريو (أستورياس). في عام 2011، أنشأت Asturix جمعية تطوعية رسمية،  والتي تم كشف النقاب عنها لاحقًا وغطتها La Nueva España. في يوليو، شاركت Asturix في Campus Party Spain. كان جون "مادوغ" هول مهتمًا بالمشروع وبعد شهر كتب عنه في عموده الشهري في مجلة لينكس. أعطى أستوريكس الدقائق العشر الأخيرة من محاضرته،  حيث قدم لويس إيفان كويندي غارسيا (مبتكر Asturix) Asturix On ، بيئة سطح مكتب قائمة على الويب.
فاز Luis Iván Cuende بمسابقة Hack Now (في فئة أقل من 18 عامًا)، وهي جائزة لأفضل تطبيق أو «اختراق» برعاية HackFwd ، لتطوير Asturix On ، وهي بيئة سطح مكتب تعتمد على تقنيات الويب، والتي تم تنفيذها في Asturix 4. 20 minutos ، وهي صحيفة إسبانية مجانية، أجرت مقابلة مع إيفان كويندي حول هذه الجائزة بعد بضعة أيام  وفعلت RTPA نفس الشيء. في نوفمبر 2011، نظمت Asturix أول حدث لها، الشباب والثقافة الحرة مع برمجيات مفتوحة المصدر،  برعاية CENATIC (منظمة حكومية)  والتي غطتها La Nueva España  وتم الإعلان عنها على صفحة Creative كومنز اسبانيا.
في يناير 2012، تم إصدار النسخة النهائية من Asturix. ظهرت في Asturix On واحتفظت بتطبيقات Asturix الخاصة كما هو موجود في الإصدار السابق. نظرًا لإضافة Asturix On ،  قام DistroWatch بمراجعة أخرى ووصفها المحرر، جيسي سميث، بأنها «حقيبة مختلطة». تمت مراجعته من قبل بعض المدونات، بما في ذلك مدونات تتحدث الإنجليزية، Hectic Geek ،  الرغم من أن معظمها كانت مدونات إسبانية، مثل Genbeta . ظهرت Asturix أيضًا على Televisión Española مرتين في هذه الفترة. منذ ذلك الحين، لم يتم إجراء مزيد من التطوير.